# Kurdistán turco

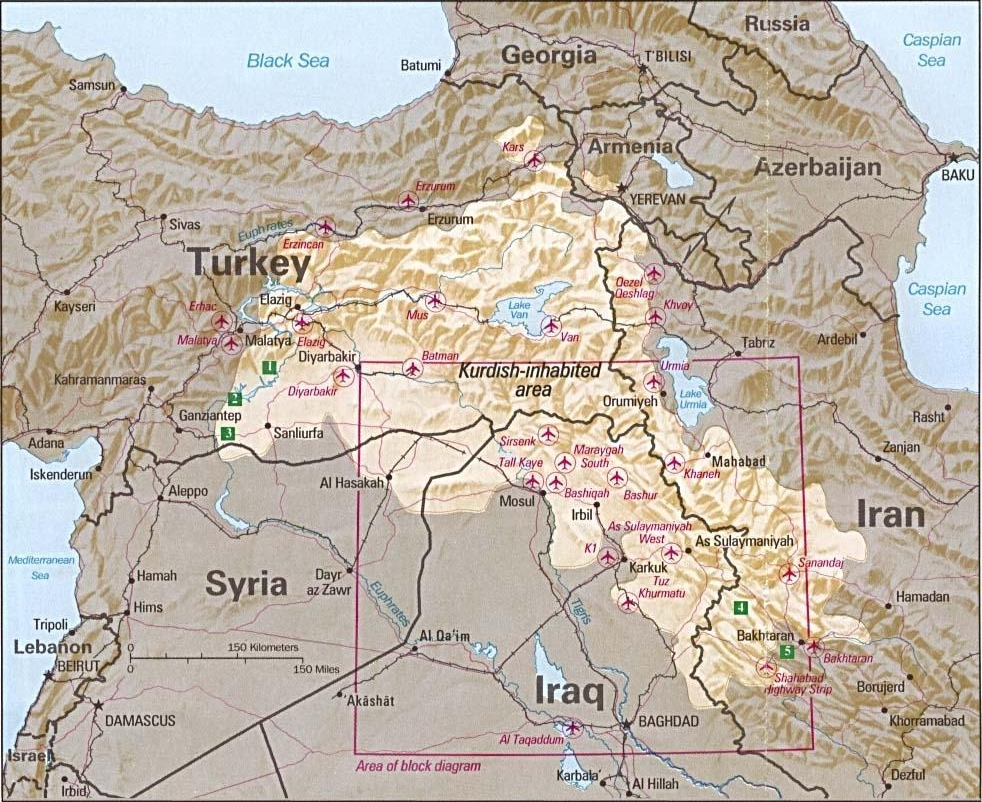
Mapa del Kurdistán, según la CIA, en el que aparecen representados de forma conjunta el Kurdistán turco, el iraquí, el iraní y el sirio.

El Kurdistán turco o Curdistán turco (kurdo: Kurdistana Tirkiyê o Bakurê Kurdistanê[cita requerida]), también conocido como el Kurdistán noroccidental, es un nombre no oficial de la parte sudoriental de Turquía, que está habitada principalmente por personas pertenecientes al pueblo kurdo. El área abarca entre 190 000 a 230 000 km² (88 780 millas cuadradas), es decir, casi una tercera parte de Turquía. El término no oficial hace referencia al hecho de que este territorio turco se encuentre en una región mayor conocida como Kurdistán o Curdistán por los separatistas, región que se extiende por: Turquía, Siria, Irán e Irak. 

## Geografía y economía
La "Enciclopedia del Islam" describe como Kurdistán turco a la región que abarca por lo menos 17 provincias de Turquía: Erzincan, Erzurum, Kars, Malatya, Tunceli, Elazığ, Bingöl, Muş, Ağrı, Adıyaman, Diyarbakır, Siirt, Bitlis, Van, Şanlıurfa, Mardin y Hakkâri, subrayando al mismo tiempo que "la imprecisión de los límites de las fronteras del Kurdistán apenas permiten una apreciación exacta de la zona."[cita requerida] En Turquía, las diferentes provincias del Kurdistán cubren alrededor de 190 000 km². Desde 1987 se han creado cuatro nuevas provincias -Sirnak, Batman, Iğdır y Ardahan- dentro del sistema administrativo turco, fuera del territorio de algunas de estas provincias. 
La región no tiene una identificación administrativa única y el Estado turco rechaza el uso del término «Kurdistán» para describirla. Además de las provincias ya mencionadas, la región forma parte de la extensión geográfica de las subdivisiones llamadas Región de Anatolia Suroriental (Güneydoğu Anadolu Bölgesi) y Región de Anatolia Oriental  (Doğu Anadolu Bölgesi).
Está dominada por las altas cimas de más de 3700 m (12 000 pies) de montañas y áridas planicies, formando parte del arco de las montañas de Tauro. Tiene un clima continental extremo, cálido en el verano y frío en el invierno. 
A pesar de ello, gran parte de la región es fértil y ha exportado tradicionalmente grano y ganado a las ciudades en las llanuras. La economía local está dominada por la ganadería en pequeña escala y la agricultura, con el contrabando transfronterizo (especialmente de petróleo) que proporciona una fuente importante de ingresos en las zonas fronterizas. 
A mayor escala, la agricultura y actividades industriales dominan la vida económica de la región de menor altitud en torno a Diyarbakir, la mayor ciudad de población kurda en la región. En otros lugares, sin embargo, décadas de conflicto y un alto índice de desempleo han dado lugar a extensas migraciones de la región a otras partes de Turquía y al extranjero.

## Historia
Durante la Edad Media, los habitantes kurdos de las regiones del Oriente Próximo estaban bajo el control de las tribus locales kurdas, aunque nunca llegó a establecerse un estado-nación unificado. Durante los siglos X y XI, la región estaba gobernada por la dinastía de los kurdos marwánidas. Desde el siglo XIV en adelante la región era en su mayor parte territorio incorporado al Imperio otomano.
Un impuesto sobre el registro (o defter), que se remonta a 1527, menciona una zona llamada Kurdistán vilayet-i, que incluye 7 grandes y 11 pequeños emiratos (o principados). El documento se refiere a los emiratos kurdos como «eyalato» (estado), una indicación de la autonomía de que gozaban estos principados. 
En un Ferman (decreto imperial) expedido por Solimán I el Magnífico, alrededor de 1533, se describen las normas de la herencia y la sucesión de la nobleza. La sucesión hereditaria se concedió a los emiratos kurdos leales a los otomanos, mientras que a los príncipes kurdos se les concedió la autonomía en el seno del Imperio. El grado de autonomía de estos emiratos variaba mucho y dependía de su importancia geo-política. La debilidad de las tribus kurdas las obligó a unirse a las más fuertes o a convertirse en una parte de los sancaks otomanos (o sanjacados). Sin embargo, las poderosas y menos accesibles tribus, especialmente las que estaban próximas a la frontera iraní, gozaban de un alto grado de autonomía. 
Según un kanunname (libro de la ley) mencionado por Evliya Çelebi, hubo dos unidades administrativas regulares para sanjacados diferentes: 
- 1 Sanjacados kurdos (Ekrad Beyliği), que se caracterizaban por el gobierno hereditario de la nobleza kurda.
- 2 Los gobiernos kurdos (Hükümet).

El sanjacado kurdo tenía algunas obligaciones militares y tenía que pagar algunos impuestos. Por otra parte, el Hükümet kurdo ni pagaba impuestos ni aportaba contingentes para el ejército otomano. Los otomanos prefirieron no interferir en sus asuntos internos ni en la sucesión. Como Evliya Çelebi informó, a mediados de siglo XVII la autonomía de los emiratos kurdos había disminuido. 
En su tiempo, de los 19 sanjacados de Diyarbakir, 12 eran sanjacados otomanos, y los restantes se remitieron a los sanjacados kurdos. Los sanjacados kurdos eran Sagman, Kulp, Mihraniye, Tercil, Atak, Pertek, Çapakçur y Çermik. Los Hükümets kurdos eran Cezire, Egil, Genc, Palu y Hazo. A finales del siglo XVIII y principios del XIX, con la disminución del Imperio otomano, el territorio kurdo se convirtió en un conjunto de principados prácticamente independientes.

### Historia moderna
El gobierno otomano comenzó a hacer valer su autoridad en la región a principios de siglo XIX. Preocupados con el espíritu independentista de los principados kurdos, los otomanos trataron de frenar su influencia y ponerlos bajo el control del gobierno central en Estambul. Sin embargo la salida del poder de estos principados hereditarios, llevó a más inestabilidad en la región desde 1840 en adelante. 
Uno de los destacados líderes sufíes fue el shaikh (jeque) Ubaidalla Nahri, que inició una revuelta en la región entre los lagos de Van y Urmia. El jeque Ubaidalla es considerado como uno de los primeros líderes que persiguieron las ideas modernas entre los nacionalistas kurdos. En una carta dirigida a un vicecónsul británico, declaró: «La nación kurda es un pueblo aparte... queremos que nuestros asuntos estén en nuestras manos».
La desintegración del Imperio otomano después de su derrota en la Primera Guerra Mundial condujo a su desmembramiento y el establecimiento de las actuales fronteras políticas, dividiendo las regiones habitadas entre varios Estados de reciente creación. El establecimiento y la aplicación de las nuevas fronteras tuvo efectos profundos para los kurdos, que tuvieron que abandonar su tradicional nomadismo como forma de vida del pueblo y dedicarse a la agricultura.

## Conflicto y controversia
La incorporación a Turquía de las regiones habitadas por kurdos en la parte oriental de Anatolia, contra la oposición de muchos kurdos, ha dado lugar a un largo conflicto separatista en el que se han perdido miles de vidas. La región kurda vio varias rebeliones durante los años 1920 y 1930. 
Se trató de imponer la fuerza por las autoridades turcas y la región fue declarada zona militar cerrada, a partir de lo cual a los extranjeros se les prohibió entrar entre 1925 y 1965. El uso del idioma kurdo fue prohibido, las palabras kurdas se borraron de los diccionarios y libros de historia, que se refirieron a los kurdos sólo como turcos de montaña. 
En 1983, algunas provincias se encontraban bajo la ley marcial en respuesta a las actividades de los militantes separatistas del Partido de los Trabajadores de Kurdistán (PKK). La actividad guerrillera durante las décadas de 1980 y 1990 fue realmente muy violenta. 
En 1993 la cantidad total de las fuerzas de seguridad turcas implicadas en la lucha en el sureste de Turquía era de alrededor de 200 000 soldados, el conflicto se había convertido en la más grande guerra civil en el Oriente Próximo, en la que gran parte del campo fue evacuado, miles de aldeas y poblados kurdos fueron destruidos y numerosas ejecuciones sumarias extrajudiciales fueron llevadas a cabo por ambas partes. Más de 37 000 personas murieron violentamente y cientos de miles más se vieron obligadas a abandonar sus hogares.
Tras la captura del líder del PKK Abdullah Öcalan en 1999 y la introducción de un mayor grado de tolerancia oficial para las actividades culturales kurdas, alentado por la Unión Europea, la situación en la región se ha aliviado. Sin embargo, la violencia política está aún en curso y la frontera turco-iraquí sigue siendo tensa.